# Cordoș, Mureș
Cordoș (în maghiară Kardos) este un sat în comuna Chețani din județul Mureș, Transilvania, România.